# Ferdinand de Hesse-Hombourg

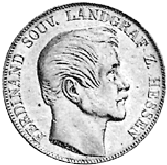
Ferdinand de Hesse-Hombourg.

Ferdinand (26 avril 1783, Hombourg – 24 mars 1866, Hombourg) est le dernier landgrave de Hesse-Hombourg, de 1848 à sa mort.

## Biographie

### Carrière militaire
Ferdinand de Hesse-Hombourg est le huitième fils du landgrave Frédéric V de Hesse-Hombourg et de son épouse Caroline de Hesse-Darmstadt. Il intègre l'armée autrichienne en 1800, à l'âge de dix-sept ans, et sert dans le régiment de cuirassiers « Charles de Lorraine ». Sur les champs de bataille des guerres napoléoniennes, il se comporte bravement ; il est grièvement blessé à plusieurs reprises. Après la bataille de Leipzig (1813), il se voit décerner la distinction la plus élevée de l'armée autrichienne, l'ordre de Marie-Thérèse.
Ferdinand se retire du service actif en 1822 avec le grade de général de cavalerie. Célibataire endurci, il devient un vieil homme réactionnaire. Il réside dans un modeste bâtiment attenant au château de Hombourg en compagnie de son corps de chasseurs et se consacre à ses passions, telles que la chasse.

### Règne
Ferdinand arrive à la tête du landgraviat de Hesse-Hombourg après le décès de son frère Gustave, le 8 septembre 1848. Il mène une politique économique rigoureuse afin de résorber les dettes de l'État. En avril 1849, à la suite des révolutions de 1848 qui ont secoué l'Europe, ses sujets réclament une constitution. Après la réunion nationale de Francfort en mai 1849, Ferdinand de Hesse-Hombourg durcit son autorité. En septembre 1850, il est un des premiers princes allemands à signer le seul système constitutionnel régissant tous les États allemands.
Ferdinand meurt sans descendants le 24 mars 1866. Il est inhumé dans la crypte du château de Hombourg. Conformément aux règles de succession, la Hesse-Hombourg revient au grand-duché de Hesse.
Quelques mois plus tard, à la suite de la guerre austro-prussienne, la Hesse-Hombourg est annexée par le royaume de Prusse.